# Комісарово (Октябрський район)
Коміса́рово (рос. Комиссарово) — село у складі Октябрського району Оренбурзької області, Росія.

## Населення
Населення — 303 особи (2010; 325 у 2002).
Національний склад (станом на 2002 рік):
- росіяни — 82 %